# Голашин (Люблінське воєводство)
Голашин (пол. Gołaszyn) — село в Польщі, у гміні Луків Луківського повіту Люблінського воєводства.
Населення — 1006 осіб (2011).
У 1975-1998 роках село належало до Седлецького воєводства.

## Демографія
Демографічна структура станом на 31 березня 2011 року:
|          | Загалом | Допрацездатний вік | Працездатний вік | Постпрацездатний вік |
| -------- | ------- | ------------------ | ---------------- | -------------------- |
| Чоловіки | 494     | 120                | 343              | 31                   |
| Жінки    | 512     | 109                | 324              | 79                   |
| Разом    | 1006    | 229                | 667              | 110                  |